# بخش کورپن آیکه
بخش کورپن آیکه (به اسپانیایی: Departamento Corpen Aike) یک منطقهٔ مسکونی در آرژانتین است که در استان سانتا کروس، آرژانتین واقع شده‌است. بخش کورپن آیکه ۳۴٬۲۶۲ کیلومتر مربع مساحت و ۷٬۹۴۲ نفر جمعیت دارد.